# Rudi Kappel Airstrip
Rudi Kappel Airstrip, ook wel Tafelberg Airstrip, is een vliegveld dat zich ten zuiden van de Tafelberg bevindt, in het centrum van het district Sipaliwini in Suriname. De berg en de airstrip liggen in het voormalige natuurreservaat Tafelberg dat tegenwoordig deel uitmaakt van het Centraal Suriname Natuurreservaat. 
Er zijn rond de vijf maatschappijen die het vliegveld aandoen. Er zijn lijnvluchten naar Zorg en Hoop Airport in Paramaribo. De ondergrond van de landingsbaan is van gras. De baan heeft een lengte van circa 1200 meter.
De airstrip werd in de jaren rond 1960 aangelegd, in het kader van Operation Grasshopper om de minerale grondstoffen in het gebied in kaart te brengen. De naam Rudi Kappel Airstrip is een eerbetoon aan Rudi Kappel, een Surinaamse verkeersvlieger die in 1959 samen met de Poolse vlieger Vincent Fayks bij het nabijgelegen Vincent Fayks Airstrip om het leven kwamen tijdens een vliegongeluk.